# Club Voleibol Emevé 2014-2015 (maschile)
Questa voce raccoglie le informazioni riguardanti il Club Voleibol Emevé nelle competizioni ufficiali della stagione 2014-2015.

## Organigramma societario
Area direttiva
- Presidente: Rafael Rodríguez

Area tecnica
- Allenatore: Diego Taboada
- Allenatore in seconda: Alberto Xosé Rodríguez

## Rosa
| N° | Nome              | Ruolo | Data di nascita   | Nazionalità sportiva |
| -- | ----------------- | ----- | ----------------- | -------------------- |
| 1  | Diego Valin       | S     | 5 maggio 1982     | Spagna               |
| 2  | Guillermo Cortón  | S     | 9 aprile 1999     | Spagna               |
| 3  | Pablo Gómez       | S     | 17 giugno 1977    | Spagna               |
| 4  | Adrián Román      | P     | 27 giugno 1999    | Spagna               |
| 5  | Andrés Bujidos    | S     | 23 marzo 1997     | Spagna               |
| 6  | Pablo Suárez      | C     | 16 settembre 1989 | Spagna               |
| 7  | Boris Rodríguez   | C     | 5 novembre 1991   | Spagna               |
| 8  | Álvaro Bustos     | L     | 23 gennaio 1996   | Spagna               |
| 9  | Marcos Blanco     | C     | 21 aprile 1996    | Spagna               |
| 10 | Carlos López      | S     | 6 ottobre 1996    | Spagna               |
| 11 | Nicolás Armesto   | S     | 31 luglio 1991    | Spagna               |
| 12 | Pablo Bujidos     | C     | 2 novembre 1998   | Spagna               |
| 13 | Marco Zayas       | P     | 21 aprile 1989    | Spagna               |
| 14 | Diego García      | C     | 7 luglio 1993     | Spagna               |
| 15 | Marlon Palharini  | S     | 3 febbraio 1984   | Brasile              |
| 16 | Alejandro Pérez   | S     | 12 dicembre 1999  | Spagna               |
| 17 | Nicolas Rozas     | P     | 2 marzo 1995      | Spagna               |
| 18 | Juan Díaz-Romeral | S/O   | 3 giugno 1989     | Spagna               |
| 19 | Jacobo Lopez      | S/O   | 22 maggio 1982    | Spagna               |
| 20 | Víctor Rois       | C     | 29 maggio 1982    | Spagna               |